# 横浜熱供給
横浜熱供給株式会社（よこはまねつきょうきゅう）は、横浜市西区に本社を置く地域熱供給会社。相鉄グループに属し、横浜駅西口地区の商業施設や地下鉄駅に熱供給事業を行う。

## 主な供給先

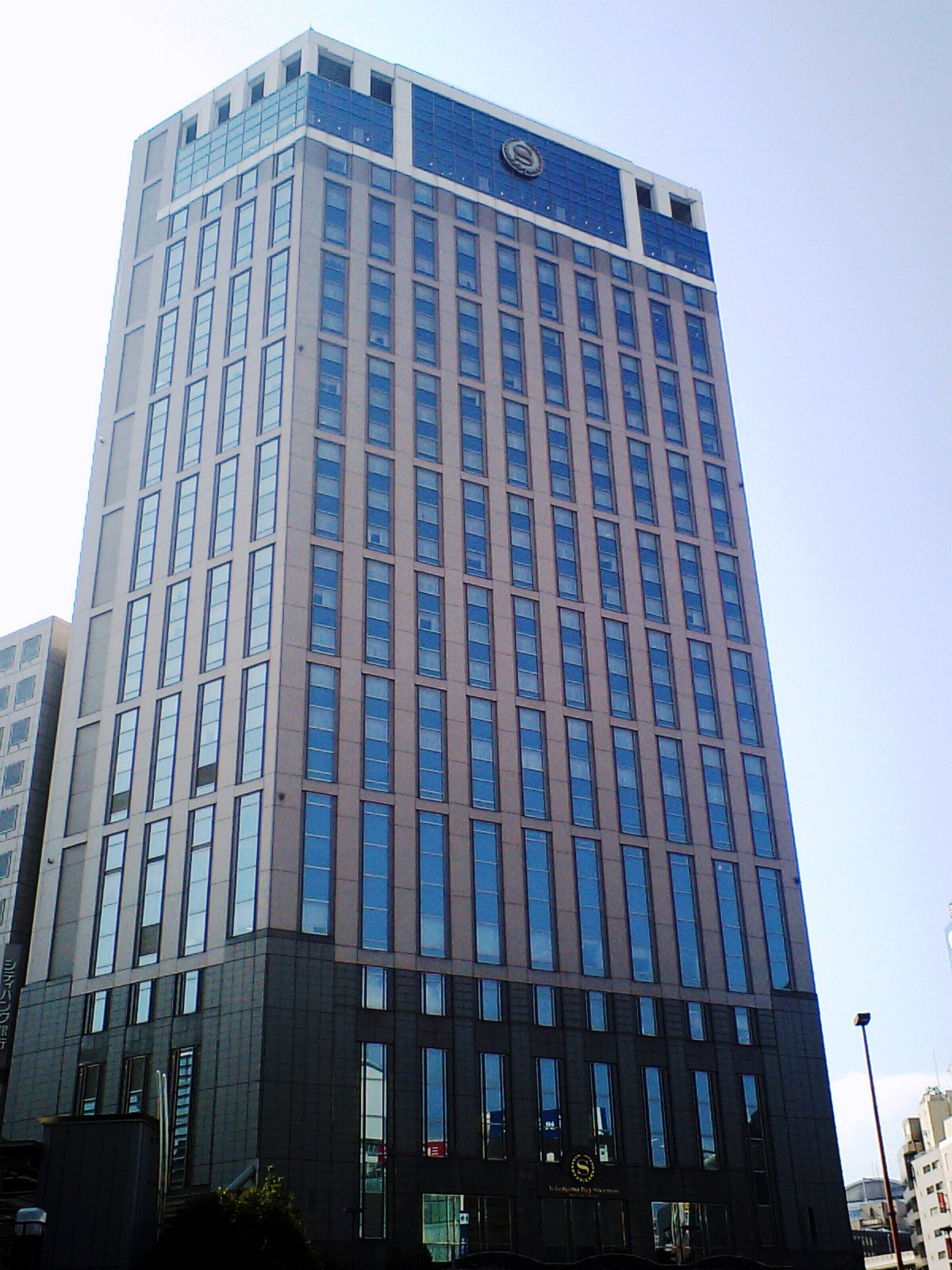
地下にプラントのある、横浜ベイシェラトン ホテル&タワーズ

横浜ベイシェラトン ホテル&タワーズの地下5・6階に都市ガスを燃料としたガスコージェネレーションシステムや蒸気ボイラー、吸収式冷凍機を設置し、横浜駅西口の北幸・南幸の各一部に蒸気・温水や冷水を供給する。
- 横浜ベイシェラトン ホテル&タワーズ
- 相鉄ジョイナス・横浜高島屋
- 横浜市営地下鉄横浜駅
- 横浜天理教館（天理ビル）
- 横浜ファーストビル[2]

## 沿革
- 1988年3月30日 - 会社設立[3]
- 1996年5月30日 - 事業許可
- 1998年8月1日 - 供給開始[2]